# Герб Мелітополя
Герб Меліто́поля — офіційний геральдичний символ міста Мелітополя Запорізької області. Сучасний герб затверджений 29 серпня 2003 року рішенням Мелітопольської міської ради.

## Історія
Перший герб Мелітополя розроблявся разом з усіма гербами повітових центрів Таврійської губернії. Підготовка проєкту велась губернськими чиновниками з 1834 року, готовий варіант було затверджено у 1844 р. та внесено до ПЗЗРІ під 31 січня 1845 року. Герб міста являв собою щит, розділений горизонтальною смугою на дві частини. Вгорі на золотому фоні, що символізував багатство, силу, відданість, був зображений двоголовий орел — «на згадку про підкорення Тавриди», а донизу на зеленому тлі (символ надії та добробуту) — золота книга з хрестом «на знак поселення в цьому повіті християн». Прикметно, що хрест залишився латинським, тобто міг означати саме менонітів. 
Під час проведення геральдичної реформи Бернгарда Кьоне, герб Мелітополя також був підданий перегляду, разом з рештою міських гербів Таврійської губернії у 1868 році. «Оновлений» герб мав являв собою щит, у зеленому полі якого золота розгорнута книга, над якою розміщений такий само православний хрест. У вільному куті розміщувався герб Таврійської губернії. Щит увінчувався срібною баштовою короною та оточений золотими колосками, перевитими Олександрівською стрічкою. Розроблений варіант не був затверджений.
Після жовтневого перевороту 1917 року про міські герби надовго було забуто. Інтерес до них прокинувся тільки в післявоєнний період. 
У 1946 році Київський державний інститут проєктування міст «Діпромісто» розробив «Коротку програму експериментальної проєктної роботи «Історичні герби міст України». Перед співробітниками «Діпроміста» ставилося завдання розробити для українських міст (обласних центрів, міст-героїв, міст обласного підпорядкування) такі герби, «які зображували б як сучасну дійсність, так і історичне минуле». Для цього вони повинні були зібрати дані про історичні герби міст України, використовувати цю інформацію при розробці нових гербів, а також залучити до роботи істориків і мистецтвознавців як консультантів. Чому і у кого з радянського керівництва раптом виник інтерес до геральдики, для сучасних істориків залишається загадкою.
Робота над створенням нових гербів тривала і пізніше, в 1960—1970-х роках. Особливо пожвавилася вона напередодні 50-річчя Жовтневої революції. Мелітополь теж не залишився в стороні від цього процесу. 
Із остаточним встановленням радянської влади в Україні герби міст були скасовані (відповідно до ленінського «Декрету про пам’ятники республіки»). Мелітополь не мав жодного герба до 1978 року. Перші спроби створити новий герб припадають на кінець 1966 року — у вересні міська рада та міськком компартії оголошують конкурс на створення нового герба, у грудні підбиваються проміжні результати. Проте починання не отримало логічного завершення (був визначений переможець конкурсу, але отриманий таким чином проєкт герба ні використовувався, ні був прийнятий офіційно). Малюнок, який переміг на конкурсі, був щит, розфарбований у кольори державного прапора УРСР (червоний і синій), на полі якого були розташований колос (символ розвиненого сільськогосподарського виробництва), шестерня (символ машинобудування) і фрагмент емблеми моторного заводу — на той момент найбільшого в місті. Але цей малюнок так і не був затверджений, і Мелітополь знову залишився без герба.
У 1978 році міськрадою Мелітополя як герб був прийнятий розроблений В.К. Стукановим (начальник бюро промислової естетики ВО «Мелітопольхолодмаш») знак. Він представляв щит, розтятий на червоне і синє (лівий бік щита). Посередині покладені золоті половина шестерні та колос і знак Моторного заводу у вигляді трикутника. У главі розташований напис «Мелітополь». Символіка герба мала вказувати на розвиток у місті промисловості (окремо і на Моторний завод) та сільського господарства краю. Кольори полів були обрані відповідно до прапора УРСР. Знак було прийнято до 35-річчя визволення міста від німецьких окупантів (одночасно це був рік нової Конституції УРСР та 60-ліття створення КП(б)У).
Ось що писав про герб Мелітополя історик Роман Клочко в газеті «Мелітопольські Відомості» № 15 (1983) від 11 квітня 2007 року:
|  | За часів середньовіччя герб був символом сили і величі. Свої герби мали знатні сім'ї, королівські династії, а також багато міст. В Україні перші міські знаки з'явилися в XIV ст. і поступово набули значення гербів. Саме тоді, наприкінці XIII — на початку XIV ст., українські міста починають отримувати право на самоврядування, а з ним і документ на отримання герба — привілеї. |

Надійно ввійти до життя міста новостворений знак не зміг, оскільки вже через 6 років робиться спроба прийняти новий герб міста. До 200-літнього ювілею Мелітополя був розроблений проєкт герба, який, однак, не отримав затвердження. Він представляв щит, у червоному полі якого розташоване стилізоване зелене дерево, на синій основі щита розміщена чорна півшестерня, звернена краями вгору. У главі герба напис «Мелітополь». На відміну від прийнятого у 1978 році знаку цей проєкт повністю ігнорує геральдичні правила використання кольорів. Попри все знак був використаний при оформленні ювілейної стели перед будинком міського комітету Компартії (на стелі до 200-ліття міста його можна побачити і зараз).
Спробу створити новий герб, що відповідав би правилам геральдики та однозначно символізував саме Мелітополь міська рада вчинила наприкінці 1990-х років, проте невдало. Був проведений конкурс на найкращі роботи, але жоден з запропонованих проєктів не отримав підтримки.
Тому наступний склад ради (міський голова - В. Єфименко) підійшов до проблеми з іншого боку – залучивши фахівців. До створення герба міста був залучений київський геральдист Луїс Матяш. До кінця серпня 2003 р. він підготував два можливих варіанти герба міста (в одному у верхньому полі розміщувались черешеньки, в іншому – медові стільники). З них спеціально створена комісія міськради на чолі з С. Вальтером обрала один та пропонувала на розгляд позачергової сесії. 29 серпня 2003 року герб Мелітополя був остаточно затверджений.
У 2016 році проведено благоустрій північного в'їзду в Мелітополь. Була пофарбована стела і на ній з'явилася назва міста, що світиться вночі. Крім цього на стелі встановлене потужне підсвічування герба «медового міста», який можливо побачити далеко за його межами на автошляху М18 Харків — Сімферополь.
Після окупації Мелітополя російськими військами герб був змінений: українські стрічки були змінені на георгіївські.

## Зображення

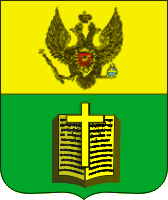
Герб Мелітополя, 1844 р.
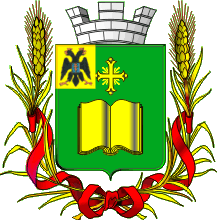
Проект герба міста, (друга половина ХІХ ст.)
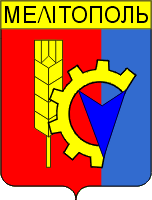
Радянський герб Мелітополя, 1978 р.
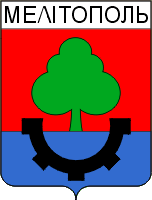
Проект герба, 1984 р.
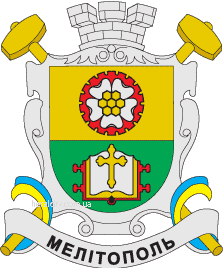
Герб Мелітополя, 2003 р.
Векторна версія герба
Герб Мелітополя при окупації путінським режимом, 2022 р.

## Опис
Щит перетятий золотом і зеленню. У першій частині — червона шестерня з покладеною на неї срібною квіткою черешні (за описом — «кісточкового плодового дерева»), серцевинка якої має вигляд семи золотих бджолиних стільників у коло. У другій — срібна відкрита книга із золотим обкладом, на яку покладений золотий хрест. Щит обрамований декоративним картушем, увінчаний срібною міською короною з трьома вежками і покладений на золоті молотки у косий хрест. Під щитом розміщено срібну стрічку з написом чорними літерами «Мелітополь», кінці стрічки — кольорів Державного Прапора України.
Автор — Луїс Матяш.

## Значення символів
Шестерня — символ промисловості, квітка вказує на мелітопольську черешню, а разом зі стільниками означає «медове місто» (буквальний переклад назви міста з грецької), книга з хрестом збережені з історичного герба міста та вказують на заселення краю християнами.